# María de Gotia
María de Gotia fue la primera esposa de David de Trebisonda, último emperador de Trebisonda, con quien se casó en 1426.

## Familia
Era hija de Alejo I de Teodoro, gobernante del Principado de Teodoro en Crimea. Teodoro también era conocido como Gotia porque su territorio había pertenecido previamente a los godos de Crimea, que habían sido helenizados bajo la influencia del Imperio bizantino. Su familia eran los Gabras.
Alejo I era hijo de Esteban de Teodoro, quien emigró a Moscú en 1391 o 1402 junto con su hijo Gregorio. El patronímico de Esteban sugiere que pudo haber sido hijo de Basilio de Teodoro. La relación de Esteban con el primer príncipe conocido de Teodoro, Demetrio es incierta, aunque Demetrio podría ser su abuelo.
The Goths in the Crimea (1936) de Alexander Vasiliev presentó la teoría de que Demetrio y sus sucesores eran descendientes de Constantino Gabras, duque de Trebisonda a principios del siglo XII. Constantino es considerado sobrino de Teodoro Gabras, duque de Trebisonda del siglo XI mencionado en la Alexiada de Ana Comneno. Sin embargo, la relación exacta es incierta; Constantino también pudo ser un hermano menor o incluso un hijo de Teodoro.

## Matrimonio
María zarpó de Gotia y se casó con David de Trebisonda en septiembre de 1426 en Trebisonda. Un informe del historiador Teodoro Espandunes, fechado en 1538, nombra a la esposa de David como Helena Cantacucena, hermana de Irene Cantacuceno. Espandunes agrega que Helena fue visitada por su hermano Jorge en Trebisonda en algún momento después de 1437, lo que implica que María pudo haber fallecido en ese momento. Por otro lado, basado en un epitafio compuesto por Juan Eugénico para su sobrino Alejo, quien murió en Trebisonda, hermano de María, Juan, y su sobrino Alejo residían en Trebisonda en 1447. Es poco probable que hubieran permanecido allí después de su muerte y el posterior matrimonio de su esposo.
El historiador Thierry Ganchou afirmó que debido a las discrepancias en los relatos de Espandunes, es posible que Helena Cantacucena nunca hubiera existido. Ganchou, en cambio, sugiere que María había sobrevivido a su esposo, y que quizás la leyenda del entierro solitario de David y sus hijos por parte de Helena después de la conquista otomana de Trebisonda pueda asignarse a María.

## Descendencia
Los hijos de David se han atribuido de diversas maneras a María o Helena por diversas genealogías. Entre ellos estaban Basilio, Manuel y Jorge Comneno, príncipes decapitados por órdenes de Mehmed II del Imperio Otomano en 1463. Su hermana Ana se casó primero con Zağanos Pasha, beylerbey de Macedonia y después con Sinan Beg, hijo de Ilvan Beg. Según los informes, otra hija se casó con Mamia II, príncipe de Guria. Cyril Toumanoff menciona a María, como una tercera hija y esposa de Constantino Mourouzis.  